# Ophiorrhiza subserrulata
Ophiorrhiza subserrulata är en måreväxtart som beskrevs av Theodoric Valeton. Ophiorrhiza subserrulata ingår i släktet Ophiorrhiza och familjen måreväxter. Inga underarter finns listade i Catalogue of Life.